# Polygala malmeana
Polygala malmeana är en jungfrulinsväxtart som beskrevs av Chod.. Polygala malmeana ingår i släktet jungfrulinssläktet, och familjen jungfrulinsväxter. Inga underarter finns listade i Catalogue of Life.